# Alstonia rostrata
Alstonia rostrata är en oleanderväxtart som beskrevs av C. E. C. Fischer. Alstonia rostrata ingår i släktet Alstonia och familjen oleanderväxter. Inga underarter finns listade i Catalogue of Life.